# Številčnost populacije
Številčnost populacije je število oseb, ki v določenem času sestavljajo populacijo. Številčnost je mera za velikost populacije. Na podlagi številčnosti populacije razlikujemo velike populacije, v katerih je več sto ali več tisoč osebkov in majhne populacije v katerih je nekaj deset osebkov.

Od številčnosti populacije je odvisno koliko osebkov je lahko v neposrednem medsebojnem stiku in koliko osebkov deluje na druge osebke (odvisnosti znotraj vrste).

Na podlagi številčnosti populacije določamo funkcije in povezave med populacijami. Število osebkov v populaciji se v različnih časovnih obdobjih spreminja in je odvisno od dejavnikov okolja kot so na primer okolje, toplotne razmere, vlažnost, količine hrane v okolju, odnosov med osebki iste vrste pa tudi od populacij drugih vrst.

Ugotavljanje številčnosti populacije je za večino vrst rastlin in živali težavno zlasti zaradi težavnega določanja meja njihovega pojavljanja. Zaradi tega določamo številčnost populacije, ki se pojavlja na obširnem območju na podlagi števila osebkov, ki živijo na vzorčnih površinah. Izbira velikosti vzorca na katerem štejemo osebke in določamo številčnost populacije je odvisna od velikosti osebkov, njihove gibljivosti in tega kako so razporejeni po nekem območju.

## Uporaba
Poznavanje številčnosti populacije je pomembno za nekatera področja gospodarstva kot na primer gozdarstvo, lovstvo, ribištvo, zlasti pa za pomembne informacija o številčnosti lovnih živali. Podatki o številčnosti populacije so nujni tudi pri uvajanju ukrepov za varstvo rastlin in živali. 

## Vir
Hfuszyk,Halina,et.al.,"Slovar ekologije",DZS,Ljubljana,1998

http://www.stat.si

SURS, Popisi prebivalstva 1948-2002 in projekcije prebivalstva EVROPOP2008